# TV Brasil - Canal Integración
TV Brasil – Canal Integración foi um canal de televisão criado em 2004 por decreto presidencialpara ser a televisão pública internacional do Brasil. Foi sucedida pela TV Brasil Internacional.

## História
O Canal Integración entrou no ar de forma experimental entre 26 e 31 de janeiro de 2005, para transmitir o 5º Fórum Social Mundial, que reuniu mais de 150 mil pessoas de 122 países em Porto Alegre, RS. Depois, fez uma segunda transmissão experimental, entre 9 e 11 de maio de 2005, por ocasião da transmissão da 1ª Cúpula América do Sul - Países Árabes, que foi realizada em Brasília.
O Canal Integración iniciou transmissão, em caráter permanente, em 30 de setembro de 2005, durante a "Primeira Reunião de Chefes de Estado da Comunidade Sul-Americana de Nações". A emissora realizou a cobertura informativa do evento que incluiu a transmissão ao vivo das reuniões e a produção de entrevistas e reportagens especiais. A segunda fase do canal se deu em 2006 com a distribuição gratuita da programação pelos países sul-americanos.
Durante seu funcionamento, mais de 430 operadores redistribuíam o sinal do Canal Integración, chegando a 19 países das Américas pelo sinal a cabo ou via antena parabólica.
A TV Brasil – Canal Integración foi uma iniciativa dos três poderes do Estado brasileiro, que reuniu representantes do Legislativo, Executivo e Judiciário para trabalhar pela criação de serviços televisivos para o exterior. Sua gestão administrativa e editorial era regida por um Comitê Gestor, criado a partir de decreto presidencial, integrado pela Empresa Brasileira de Comunicação, Subsecretaria de Comunicação Social da Secretaria-Geral da Presidência da República (Secom), Ministério das Relações Exteriores, Senado Federal, Câmara dos Deputados e Supremo Tribunal Federal. O Comitê Gestor possuía aporte técnico e profissional das TV Senado, TV Câmara, TV Justiça e Empresa Brasil de Comunicação. Esta última era responsável pela operação técnica e administrativa do Canal Integración.
O Canal Integración ganhou o primeiro lugar do Prêmio Nacional de Comunicação e Justiça, na categoria “Inovação”. Pioneirismo, originalidade e qualidade foram alguns dos critérios analisados.

## Programação
O Canal Integración produzia notícias com enfoque na América do Sul para atender ao cidadão sul-americano no seu direito à informação, apresentando uma agenda que privilegiava temas relacionados à cidadania, cultura, políticas públicas e relações internacionais.